# 355 (映画)
『355』（スリーファイブファイブ、The 355）は、2022年のアメリカ合衆国のスパイ映画。テレサ・レベックとサイモン・キンバーグが共同で執筆した脚本を、サイモン・キンバーグが監督した。出演はジェシカ・チャステインとペネロペ・クルスなど。タイトル及び作中のスパイチーム名の「355」とは18世紀のアメリカ独立戦争時代に実在したパトリオット側の女性スパイエージェント355にちなむ。
ユニバーサル・ピクチャーズから2022年1月7日に公開。日本ではキノフィルムズ配給により、2022年2月4日に公開された。

## ストーリー
南米で、麻薬カルテルが携帯電話から旅客機まで自由にハッキング、操作が可能なデバイスを開発する。
麻薬カルテルは国際テロ組織にデバイスを売り込もうと取引を行うが、それを麻薬の大規模取引と考えていたコロンビア諜報機関に属する特殊部隊が現場を襲撃し、麻薬カルテル側は開発者も含めて全滅する。特殊部隊の一員として襲撃に参加したコロンビアの諜報員ルイスは、現場に残されていたデバイスを入手し組織を裏切って姿を消す。直前に麻薬カルテルが行ったデモンストレーションで貨物機を安易に墜落させたそのデバイスの能力に各国の諜報機関は脅威を察知し、デバイスの回収に動く。
アメリカCIAの諜報部員であるメイスは同僚で恋仲にあるニックと共にデバイスの回収任務にあたる。金銭による受け渡しでルイスよりデバイスを入手しようとするメイスとニックだったが、同じくデバイスの回収に動いていたドイツBND所属のマリーが強奪にかかり、それを見たルイスは逃亡。マリーは間違えて取引用の金銭の入ったバッグを入手して失敗し、ルイスの追跡をしたニックはデバイスを狙う敵に鉢合わせ、殺害されてしまう。
ニックを殺されたメイスは仇を取るべく旧知の間柄である元MI6のハディージャを仲間に引き入れ、彼女の追跡能力を駆使してルイスの居場所を突き止めようとする。一方、フランスのホテルに潜伏していたルイスの元にコロンビア諜報機関所属のセラピストであるグラシエラが現れる。彼女の説得によってルイスはデバイスを受け渡すことを決め、グラシエラに同行するが途中で裏切りに遭い、テロ組織のメンバーであったコロンビア諜報員に襲撃される。メイス、ハディージャとマリーも現場に駆け付け、戦闘になる。デバイスは武装組織の構成員の手に渡ってしまい、ルイスは殺害されてしまうが彼は死の間際にデバイスの追跡が可能な携帯端末にグラシエラの指紋登録を行い、彼女に託す。マリーはグラシエラを確保してセーフハウスに向かうがそこにメイスとハディージャが現れ、4人は協力してデバイスを追うことになる。

## キャスト
※括弧内は日本語吹替。
メイソン・“メイス”・ブラウン
演 - ジェシカ・チャステイン（佐古真弓）
本作における主人公。アメリカのCIA所属のエージェントで、ただの受け渡しであっても入念に下調べを行うなど生真面目な性格の女性。
同僚のニックのことを憎からず思っているが、その生真面目さ故に微妙な距離感を詰められずにいる。
マリー・シュミット
演 - ダイアン・クルーガー（湯屋敦子）
ドイツのBND所属の女性エージェントで爆薬の専門家。群衆をどかすため躊躇いなく威嚇射撃を行うなど、強引で協調性に欠けた行動が目立つ。
過去に父親がソ連KGBに情報を売っていた事があり、裏切り者の娘ということで組織内でも浮いた立場にある。
ハディージャ・アデイェミ
演 - ルピタ・ニョンゴ（杉本ゆう）
イギリスのMI6に所属する女性エージェント。CIAのメイスとは旧知の仲であり、彼女からはディジーと呼ばれている。
サイバーインテリジェンスを専門とし、ハッキングして得た監視カメラの情報を元にした追跡を得意とする。
グラシエラ・リベラ
演 - ペネロペ・クルス（本田貴子）
コロンビアのDNIに所属する女性エージェント。エージェントではあるものの本業は心理学者。同機関のセラピストで戦闘の経験はない。夫と息子がいる。グラシーと呼ばれる。
リン・ミーシェン
演 - ファン・ビンビン（たなか久美）
中国のMINISTRYに所属する女性エージェント。メイスたちとは完全に別ルートで行動しており、謎が多い。薬草に精通している。
ニック・ファウラー
演 - セバスチャン・スタン（白石充）
メイスと同じくCIAに所属する男性エージェント。生真面目なメイスとは対照的に気楽な性格で軽口が多く、彼女に気のある素振りを度々見せている。
ルイス・ロジャス
演 - エドガー・ラミレス（関口雄吾）
コロンビア諜報機関のエージェント。グラシエラからセラピーを受けている。
ラリー・マークス
演 - ジョン・ダグラス・トンプソン（平林剛）
CIAの上級職員の男性。メイスとニックの上司にあたる。
イライジャ・クラーク
演 - ジェイソン・フレミング（浅科准平）
国際テロ組織の資金運用を任されている有力者。デバイスの奪取を企む。
ジョヴァンニ・ルポ
演 - エミリオ・インソレラ
スティーヴンス
演 - ジェイソン・ウォン
グレイディ
演 - レオ・スター（玉井勇輝）
CIAエージェント。
ヨナス・ミュラー
演 - シルヴェスター・グロート（石黒史剛）
BNDにおけるマリーの上司。
アーメド・イマーム
演 - ヒテン・パテル
ピョートル・ハサノフ
演 - オレグ・クリクノヴァ（佐久間元輝）

## 製作
ジェシカ・チャステインは、『ミッション:インポッシブル』や『ジェームズ・ボンド』といったシリーズと同じ精神で、女性主導によるスパイ映画のアイデアを、『X-MEN:ダーク・フェニックス』を制作中のサイモン・キンバーグ監督に提案した。コンセプトはその上に構築され、2018年5月に、キンバーグが監督し、マリオン・コティヤール、ペネロペ・クルス、ファン・ビンビン、ルピタ・ニョンゴが出演することに加えて、チャステインが本作をプロデュースすることが発表された。このプロジェクトは2018年のカンヌ映画祭でバイヤーに売り込まれ、グローバル・ロード・エンターテインメントやアマゾン・スタジオが配給権を入札し、ユニバーサル・ピクチャーズが最終的に2000万ドル以上の入札で北米配給権を獲得した。
2019年2月、チャステインは男性俳優のキャスティングに関する提案を示した。2019年5月、セバスチャン・スタンとエドガー・ラミレスが映画のキャストに加わり、コティヤールが降板したことが発表された。6月にはダイアン・クルーガーがキャストに追加された。
撮影は2019年7月に始まり、パリ、モロッコ、ロンドンの間で撮影された。2019年9月、エミリオ・インソレラが映画のキャストに加わった。追加の撮影が、2020年7月にロンドンでCOVID-19感染症対策をしたうえで行われた。

## 公開
ユニバーサル・ピクチャーズから2022年1月7日に公開される予定。当初は2021年1月15日に公開される予定だったが、COVID-19のパンデミックにより2022年1月14日に延期された後、1週間繰り下げて2022年1月7日に公開されることになった。
NBCユニバーサルは本作品を含む2022年に劇場公開される映画について、公開から45日間は劇場独占とし、それ以降は同社傘下の定額制動画配信サービスであるPeacockにて独占配信とする方針を2021年12月に明らかにした。
日本ではキノフィルムズ配給により、2022年2月4日に公開された。

## 作品の評価
Rotten Tomatoesによれば、213件の評論のうち高評価は24%にあたる52件で、平均点は10点満点中4.5点、批評家の一致した見解は「スターキャストでコンセプトも先進的だが、『355』はその全てを無駄遣いし、すぐに忘れてしまうような平凡な語り口の物語になっている。」となっている。
Metacriticによれば、40件の評論のうち、高評価は6件、賛否混在は27件、低評価は7件で、平均点は100点満点中40点となっている。